# エフロシニヤ・ヤロスラヴナ
エフロシニヤ・ヤロスラヴナ（ロシア語: Ефросинья Ярославна、ウクライナ語: Єфросинія Ярославна、生没年不明）は、ノヴゴロド・セヴェルスキー公イーゴリの妻であり、『イーゴリ遠征物語』には「ヤロスラヴナ」として登場する12世紀後半の人物である。『遠征物語』の一場面で「ヤロスラヴナの嘆き」は、物語中最も詩的な場面と評されている。

## 生涯
年代記には、イーゴリの妻であるこの人物の名は記されておらず、正確な生没年も不明である。エフロシニヤという名は、エカテリーナ2世の『系譜』の中の記述によるものである。またA.ソロヴヨーフの説によれば、その名は『リューベチ・シノディク』の記述に端を発するという。一方O.トヴォロゴフは、エフロシニヤという名は、その母のオリガの修道名が誤って用いられているという仮説を述べている。
エフロシニヤはガーリチ公ヤロスラフと、その妻オリガ（ユーリー・ドルゴルーキーの娘）との間に生まれた。ノヴゴロド・セヴェルスキー公イーゴリとの結婚は1169年ごろであるとされるが、いくつかの史料では、エフロシニヤはイーゴリの二人目の妻であり、その結婚は1184年と記されている。この日付はエカテリーナ2世の『系譜』を典拠としたものである。A.ソロヴヨーフは、イーゴリの子たち全ての母はエフロシニヤであり、長子のウラジーミルは1171年に誕生しているため、1184年に結婚したという説は成り立たないということを証明した。
エフロシニヤは『イーゴリ軍記』の一場面である「ヤロスラヴナの嘆き」によって有名である。「ヤロスラヴナの嘆き」は作中最も詩的な場面であり、ロシア文学に大きな影響を与えた。また、ヴァシリー・ペロフによる絵画「ヤロスラヴナの嘆き」や、作曲家ボリス・ティシチェンコによるバレエ「ヤロスラヴナ」の題材になるなどしている。

## 夫・子
夫はノヴゴロド・セヴェルスキー公イーゴリ。子には以下の人物がいる。
- ウラジーミル
- オレグ
- スヴャトスラフ(ru)
- ロマン
- ロスチスラフ
- 娘：スタロドゥープ公ダヴィド(ru)と結婚